# Kari Manninen
Kari Manninen (* 17. April 1976) ist ein ehemaliger finnischer Nordischer Kombinierer, welcher zu seiner aktiven Zeit für den Verein Ounasvaaran Hiihtoseura gestartet ist.

## Karriere
Zum ersten Mal taucht Kari Manninen in der Saison 1993/94 im Gesamtweltcup vom Weltcup der Nordischen Kombination auf. Er beendete die Saison auf den 66. Platz mit insgesamt 9 gesammelten Punkten. Am 14. Dezember 1996 wurde er im B-Weltcup beim Wettkampf im heimischen Vuokatti eingesetzt. Er konnte sich vor dem Russen Waleri Stoljarow und seinen Landsmann Tapio Nurmela den Sieg sichern. Beim Weltcup in Oberwiesenthal belegte er zum ersten Mal einen Platz unter den besten 15 im Weltcup der Nordischen Kombination. Den Sprint-Wettbewerb beendete er auf den 12. Platz und konnte insgesamt 42 Weltcup-Punkte sammeln. In der Weltcup-Saison 1996/97 sammelte er insgesamt 235. Punkte und belegte damit den 33. Platz im Gesamtweltcup.
Seine beste Saison absolvierte Kari Manninen in der Saison 1998/99. Nachdem er am 12. Dezember 1998 beim B-Weltcup in Vuokatti hinter Jaakko Tallus den zweiten Platz belegte, erreichte er am 6. März 1999 beim Weltcup im heimischen Lahti sein bestes Weltcup-Ergebnis. Mit den elften Platz ist er knapp einen Platz unter den besten 10 verpasst. Am Saisonende belegte er im Gesamtweltcup mit 294 Punkten den 32. Platz.